# Julio Aparicio Díaz
Julio Aparicio Díaz (Sevilla, 4 de janeiro de 1969), é um toureiro da Espanha, filho de outro toureiro com o mesmo nome, Julio Aparicio.
Em 21 de maio de 2010, durante a Feria de San Isidro, sofreu um acidente gravíssimo quando um touro lhe perfurou o pescoço.